# (34706) 2001 OP83
2001 OP83 (asteroide 34706) é um asteroide da cintura principal. Possui uma excentricidade de 0.38323060 e uma inclinação de 8.69434º.
Este asteroide foi descoberto no dia 27 de julho de 2001 por NEAT em Palomar.